# Ехидо Патрисио Хименез Дос (Тамуин)
Ехидо Патрисио Хименез Дос (шп. Ejido Patricio Jiménez Dos) насеље је у Мексику у савезној држави Сан Луис Потоси у општини Тамуин. Насеље се налази на надморској висини од 60 м.

## Становништво
Према подацима из 2005. године у насељу је живело 17 становника.

### Хронологија
| Година       | 2005 |
| ------------ | ---- |
| Становништво | 17   |

### Попис
| # | Индикатор                        | Вредност |
| - | -------------------------------- | -------- |
| 1 | Укупно појединачних домаћинстава | 2        |